# ゴールデンティアラ賞
ゴールデンティアラ賞（ - しょう）は、日本の地方競馬である大井競馬場でかつて行われていた競馬の重賞競走（平地競走）である。2002年廃止。

## 概要
南関東公営競馬所属のサラブレッド系旧4歳（馬齢は旧表記）の牝馬による重賞競走として1997年創設された。
1996年をもって大井競馬のアラブ系競走が廃止となり、アラブダービー・全日本アラブ大賞典といった重賞競走も同時に廃止となった。これと入れ替わるような形で、サラ系の牝馬限定競走の充実が図られ、1997年度の新設重賞として、TCK女王盃とともに誕生。距離も翌年明けに行われるTCK女王盃に合わせた2000mに設定された。
ところが、ほぼ同時期から大井以外の南関東各場でも牝馬限定競走が増加し始め、川崎競馬ではスパーキングレディーカップ・エメラルドカップ・リリーカップ、船橋競馬ではマリーンカップを新設。さらに大井競馬自身もファーストレディー賞を復活させたため、牝馬重賞が飽和状態となり、有力馬が分散状態となってしまった。このため、牝馬の競走体系は2002年度に大きく見直され、その中でゴールデンティアラ賞は廃止となり、南関東の下半期の3歳牝馬重賞は川崎競馬場のロジータ記念にいわば集約される形となった。

## 歴代優勝馬
| 回数  | 施行日         | 優勝馬             | 性齢 | 所属 | タイム   | 優勝騎手 | 管理調教師 | 馬主       |
| ----- | -------------- | ------------------ | ---- | ---- | -------- | -------- | ---------- | ---------- |
| 第1回 | 1997年10月14日 | ワールドイーグル   | 牝3  | 大井 | 2分09秒3 | 内田博幸 | 中村健二   | 中原正則   |
| 第2回 | 1998年10月14日 | ヒカリクリスタル   | 牝3  | 浦和 | 2分07秒1 | 内田博幸 | 横山栄次郎 | 野口光雄   |
| 第3回 | 1999年10月11日 | ヤマノリアル       | 牝3  | 船橋 | 2分08秒4 | 張田京   | 後藤稔     | 山泉恵宥   |
| 第4回 | 2000年9月12日  | ウツミダンスダンス | 牝3  | 大井 | 2分08秒1 | 張田京   | 赤間清松   | 佐橋五十雄 |
| 第5回 | 2001年9月12日  | ナミ               | 牝3  | 大井 | 2分06秒6 | 的場文男 | 蛯名末五郎 | 中田和宏   |

- 格付け：南関東G2
- 距離：ダート2000m
- 優勝馬の馬齢は新表記に統一。

### 各回競走結果の出典
- ゴールデンティアラ賞　歴代優勝馬 - 地方競馬全国協会、2014年8月1日閲覧

- JBISサーチ 2014年8月1日閲覧
  - 1997年，1998年，1999年，2000年，2001年